# Référentiel de compétences
Un référentiel de compétences répertorie les compétences nécessaires pour un poste ou une fonction, utilisé pour analyser les besoins en formation, la gestion prévisionnelle des emplois et des compétences etc.. Ce référentiel a pour but d'aider une organisation à gérer de manière efficace les compétences dont elle fait preuve et à les mettre en lien avec les métiers qui correspondent. On parle de GPEC.

## En France

### Fonction publique

#### Éducation nationale
Le ministère de l'Éducation nationale a publié au Bulletin officiel du 25 juillet 2013 le référentiel de compétences des métiers du professorat et de l'éducation. Celui-ci dresse la liste des compétences que les professeurs, professeurs documentalistes et conseillers principaux d'éducation doivent maîtriser pour l'exercice de leur métier. Ce référentiel de compétences a plusieurs objectifs :
- affirmer que tous les personnels concourent à des objectifs communs et peuvent se référer à la culture commune de leur profession
- reconnaître la spécificité des métiers du professorat et de l'éducation, dans leur contexte d'exercice
- identifier les compétences professionnelles attendues qui s'acquièrent et s'approfondissent dès la formation initiale et se poursuivent tout au long de la carrière par l'expérience professionnelle et l'apport de la formation continue.

Doctorat
- Compétence du doctorant[1]

Langues
- Cadre européen commun de référence pour les langues

### Médecine générale
le CNGE avait publié en 2009 un référentiel permettant d'appréhender l'ensemble des champs de compétence  nécessaires à la pratique de la médecine générale,. Il s'appuyait sur des travaux historiques de conceptualisations et écriture de la discipline,.
En 2021 le CMG travaille sur la mise à jour du référentiel métier et compétences des MG.